# Dennis DeConcini
Dennis Webster DeConcini est un homme politique américain né le 8 mai 1937 à Tucson. Membre du Parti démocrate, il représente l'Arizona au Sénat des États-Unis de 1977 à 1995.

## Biographie
Après avoir servi dans la United States Army, Dennis DeConcini est diplômé de l'université de l'Arizona en 1963 et devient avocat à Tucson. De 1965 à 1967, il travaille pour le gouverneur de l'Arizona Samuel Pearson Goddard. En 1973, il est élu procureur du comté de Pima.
En 1976, DeConcini est candidat au Sénat des États-Unis pour succéder au républicain Paul Fannin. Dans un État conservateur, il met en avant son expérience de procureur et se présente comme un démocrate « dur avec le crime ». Profitant des divisions du Parti républicain, il est élu sénateur face au représentant Sam Steiger (en),. Il est réélu en 1982 et 1988.
Durant son mandat, DeConcini est considéré comme un démocrate modéré, conservateur sur les questions fiscales et opposé à l'avortement. De 1993 à 1995, il préside la commission sénatoriale sur le renseignement. Il siège également au sein du conseil consultatif de la Victims of Communism Memorial Foundation.
En 1991, la commission d'éthique du Sénat désapprouve publiquement son implication dans le scandale du Keating Five. Critiqué à gauche pour sa confirmation de Clarence Thomas et à droite pour son vote en faveur du budget de Bill Clinton, DeConcini renonce à se représenter lors des élections de 1994. Le républicain Jon Kyl lui succède au Sénat.